# Saint-Maurice-lès-Charencey
Saint-Maurice-lès-Charencey ist eine Commune déléguée in der französischen Gemeinde Charencey mit 456 Einwohnern (Stand: 1. Januar 2022) im Département Orne in der Region Normandie. 
Mit Wirkung vom 1. Januar 2018 bildeten Normandel, Moussonvilliers und Saint-Maurice-lès-Charencey die Commune nouvelle mit dem Namen Charencey. Die Gemeinde Saint-Maurice-lès-Charencey gehörte zum Arrondissement Mortagne-au-Perche und zum Kanton Tourouvre.

## Bevölkerungsentwicklung
| Jahr                       | 1962 | 1968 | 1975 | 1982 | 1990 | 1999 | 2006 | 2013 |
| Einwohner                  | 489  | 476  | 436  | 417  | 442  | 415  | 535  | 536  |
| Quellen: Cassini und INSEE |      |      |      |      |      |      |      |      |

## Sehenswürdigkeiten
- Kirche Saint-Maurice aus dem 12. Jahrhundert

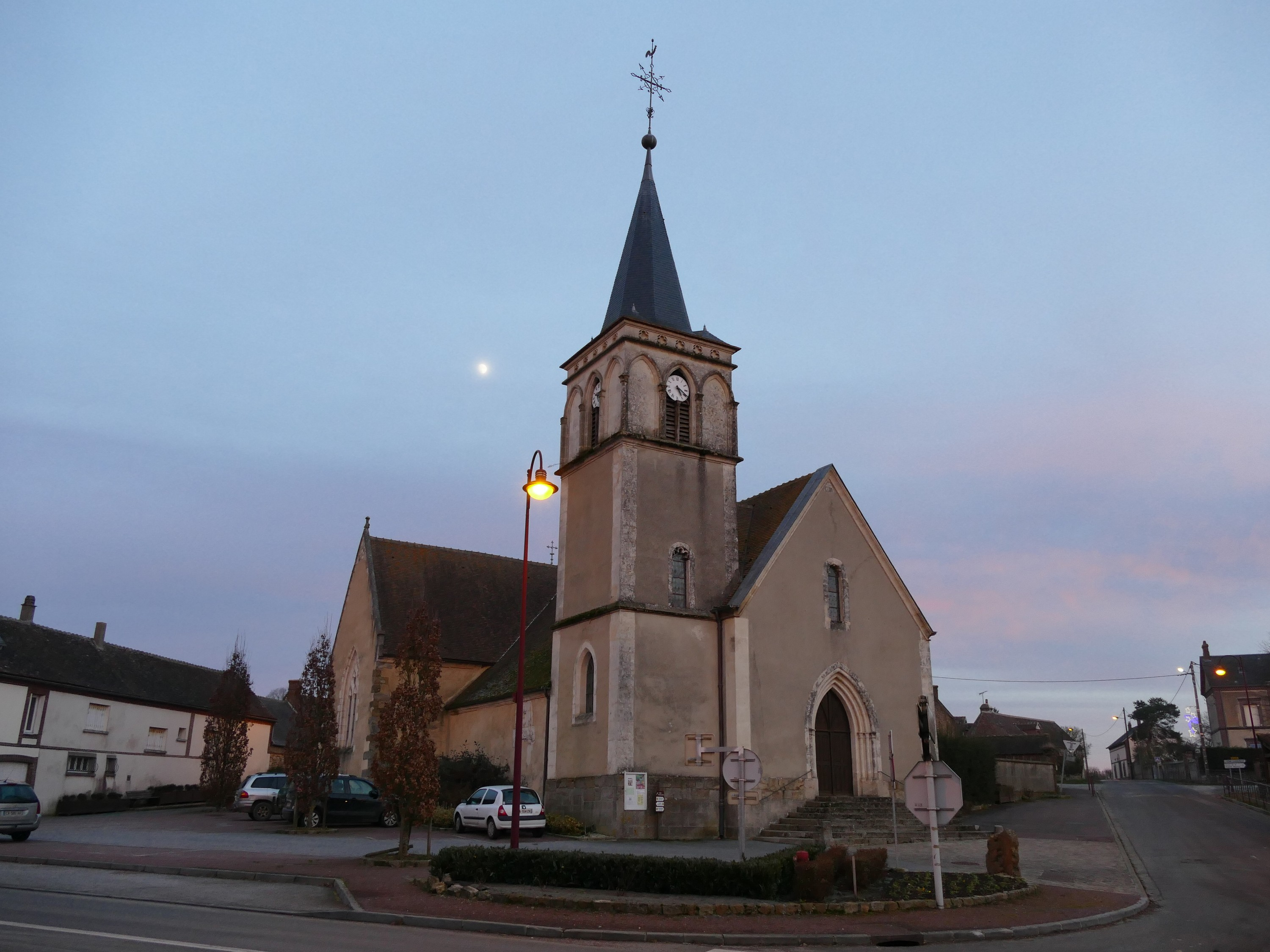
Kirche Saint-Maurice

- Schloss Champthierry